# Csapat hosszútávúszás a 2015-ös úszó-világbajnokságon
A 2015-ös úszó-világbajnokságon a csapat hosszútávúszás versenyszámának döntőjét Kazanyban rendezték. A győztes Németország lett.

## Végeredmény
| #         | Ország                  | Versenyzők                                                                                              | Idő       |
| --------- | ----------------------- | --- | --------- |
| Aranyérem | Németország             | Christian Reichert Rob Muffels Isabelle Franziska Harle                                                 | 55:14,4   |
| Ezüstérem | Brazília                | Diogo Villarinho Ana Marcela Cunha Allan do Carmo                                                       | 55:31,2   |
| Ezüstérem | Hollandia               | Marcel Schouten Sharon van Rouwendaal Ferry Weertman                                                    | 55:31,2   |
| 4.        | Olaszország             | Simone Ercoli Federico Vanelli Rachele Bruni                                                            | 55:49,4   |
| 5.        | Egyesült Államok        | Sean Ryan Jordan Wilimovski Ashley Twichell                                                             | 55:50,6   |
| 6.        | Ausztrália              | Simon Huitenga Jarrod Poort Melissa Gormann                                                             | 56:07,4   |
| 7.        | Magyarország            | Gyurta Gergely Székelyi Dániel Risztov Éva                                                              | 56:08,4   |
| 8.        | Görögország             | Szpíridón Janiótisz Antóniosz Fokaídisz Kalliopi Araouzou                                               | 56:18,6   |
| 9.        | Ecuador                 | Esteban Enderica Salgado Ivan Enderica Ochoa Samantha Arevalo                                           | 56:45,9   |
| 10.       | Oroszország             | Szergej Bolsakov Danyiil Serebrennyikov Anasztaszija Krapivina                                          | 56:47,0   |
| 11.       | Franciaország           | Marc-Antoine Daniel Frede Olivier Daniel Andre Aubry Aurélie Muller                                     | 56:50,9   |
| 12.       | Spanyolország           | António Arroyo Héctor Ruiz Erika Villaecija                                                             | 57:16,0   |
| 13.       | Argentína               | Guillermo Vittorio Bertola Gabriel Raúl Villagoiz Cecilia Elizabeth Biagioli                            | 57:27,8   |
| 14.       | Kína                    | Cu Li-jun Csiao Zson-kji Jan Si-ju                                                                      | 57:53,9   |
| 15.       | Portugália              | Rafael Gil Angelica Andre Vasco Gaspar                                                                  | 58:12,6   |
| 16.       | Venezuela               | Erwin Maldonado Wilder Carreno Paola Pérez                                                              | 58:39,3   |
| 17.       | Csehország              | Jan Kutnik Matej Kozubek Alena Benesova                                                                 | 59:43,1   |
| 18.       | Dél-afrikai Köztársaság | Chad Ho Nico Manoussakis Michelle Weber                                                                 | 1:00:31,2 |
| 19.       | Mexikó                  | Daniel Delgadillo Arturo Pérez Vertti Ferrer Zaira Cardenas                                             | 1:01:36,6 |
| 20.       | Kazahsztán              | Vitalij Kudjakov Kenesszari Kenebajev Kszenija Romancsuk                                                | 1:02:12,7 |
| 21.       | Egyiptom                | Adel Ragab Ibrahim Mohame Ragab Youssef Hossameldeen Khal Hossameldeen Reem Mohamed Hussein Elsa Kaseem | 1:02:13,1 |
| 22.       | Hongkong                | Kvan Ho-jin Cö Tsz-fung Kvok Cso-jiu                                                                    | 1:05:43,8 |